# Dasymaschalon dasymaschalum
Dasymaschalon dasymaschalum là loài thực vật có hoa thuộc họ Na. Loài này được Carl Ludwig Blume mô tả khoa học đầu tiên năm 1830 dưới danh pháp Unona dasymaschala. Năm 1906 Achille Eugène Finet và François Gagnepain chuyển nó sang chi Dasymaschalon nhưng định danh thành Dasymaschalon blumei, như thế danh pháp này là bất hợp lệ (nom. illeg.) theo quy tắc của ICBN - do là sự đổi tên dư thừa. Năm 2007 Ian Mark Turner xác định lại danh pháp chính thức là Dasymaschalon dasymaschalum.

## Phân bố
Quần đảo Andaman, Borneo, Java, bán đảo Mã Lai, Myanmar, quần đảo Nicobar, Sumatra, Thái Lan.